# KM3NeT
KM3NeT (англ. Cubic Kilometre Neutrino Telescope, Нейтринний телескоп об'ємом кубічний кілометр) — європейський нейтринний телескоп з черенковськими детекторами, який будується на дні Середземного моря.
Після завершення KM3NeT матиме загальний об'єм у кілька кубічних кілометрів, розподілений по трьох різних ділянках Середземного моря: KM3NeT-Fr (біля Тулона, Франція), KM3NeT-It (Портопало-ді-Капо-Пассеро, Сицилія, Італія) та KM3NeT-Gr (біля Пілоса, Пелопоннес, Греція). На KM3NeT-It будується детектор ARCA для пошуку віддалених джерел нейтрино, а на KM3NeT-Fr — детектор ORCA, оптимізований для вимірювання властивостей самого нейтрино. Проєкт KM3NeT є наступником нейтринного телескопа ANTARES, який експлуатувався біля узбережжя Франції в 2008—2022 роках.
Телескоп призначений для пошуку нейтрино з віддалених астрофізичних джерел, таких як наднові зорі, зіткнення зір, гамма-спалахи або залишки наднових. Його масиви з тисяч модулів оптичних сенсорів виявлятиме в морських глибинах слабке черенковське світло від заряджених частинок, утворених в результаті зіткнення нейтрино з водою або скелею поблизу детектора, що дозволить визначати траєкторії частинок. Дослідницька інфраструктура також містить прилади для довгострокового та моніторингу глибоководного середовища та морського дна на глибинах кількох кілометрів для задач морської біології, океанографії та геофізики.

## Дизайн
Планується, що в майбутньому нейтринний телескоп міститиме близько 12000 стійких до тиску скляних сфер, прикріплених до близько 600 гнучких вертикальних тросів (або детекторних блоків), закріплених на морському дні. Наприкінці поточного етапу будівництва телескоп складатиметься з 345 тросів, 230 у детекторі ARCA та 115 у детекторі ORCA. Детекторні блоки містять 18 сферичних сенсорних модулів кожен. Положення модулів і час надходження світла на фотопомножувачі вимірюється з високою точністю. Кожен оптичний модуль має діаметр близько 44 см і містить 31 тридюймову фотопомножувальну трубку з допоміжною електронікою. Разом детектори ARCA і ORCA містять 6210 оптичних модулів. Через електрооптичну мережу кабелів і підводних розподільних коробок оптичні модулі підключаються до станцій керування на березі для подачі електроенергії, контролю детекторів і передачі даних.
Оскільки троси з оптичними модулями рухаються разом з глибоководними течіями, положення та орієнтація оптичних модулів і фотоелектронних помножувачів всередині них постійно відслідковують за допомогою акустичної системи та компаса відповідно. Наномаяки в кожному оптичному модулі використовуються для калібрування часу.
На березі біля кожної з трьох глибоководних ділянок KM3NeT встановлюють комп'ютери для первинної фільтрації даних у пошуках сигналів космічних нейтрино, і вже відфільтровані дані передають в головний центр обробки даних KM3NeT для зберігання та подальшого аналізу.
На ділянці KM3NeT-It, на глибині 3400 м, розміщено детектор ARCA (Astroparticle Research with Cosmics in the Abyss), який завдяки більш широкому розташованню оптичних модулів оптимізовано для виявлення космічних нейтрино високої енергії в діапазоні ТеВ–ПеВ. Його троси мають довжину близько 700 м і розташовані на відстані 90 м один від одного.
Ділянка KM3NeT-Fr на глибині 2475 м містить детектор ORCA (Oscillation Research with Cosmics in the Abyss), більш компактну матрицю з ближче розташованими оптичними модулями, оптимізованими для виявлення нейтрино в діапазоні ГеВ. ORCA складатиметься зі 115 тросів, розташованих трикутниками на відстані 20 м один від одного, на кожний з яких на відстані 9 м один від одного нанизані оптичні модулі. Загалом масив має діаметр близько 210 м, а довжина тросів складає близько 200 м.

## Будівництво
Нейтринний телескоп KM3NeT має модульну конструкцію, і будівництво може бути поетапним. Перший етап будівництва у 2012 році почався зі створення інфраструктури на морському дні на ділянках KM3NeT-Fr та KM3NeT-It. Прототип оптичного модуля KM3NeT успішно знімав дані протягом приблизно року в 2013—2014 роках у складі телескопа ANTARES. На ділянці KM3NeT-It прототип троса з оптичними модулями знімав дані в 2014—2015 роках, також протягом приблизно одного року.
Триває другий етап будівництва, який передбачає завершення детекторів ARCA та ORCA на ділянках KM3NeT-It та KM3NeT-Fr відповідно.

## Організація й фінансування
Управління телескопом здійснюється міжнародною колаборацією. В проєкті задіяно близько 250 науковців, а також інженери й техніки.
Проєкт фінансується Радою Європейського Союзу та Європейським фондом регіонального розвитку. Крім того, проєктні дослідження (2006—2009) підтримувались європейською рамковою програмою EU FP6, підготовча фаза (2008—2012) рамковою програмою EU FP7, в 2017—2020 рік KM3NeT підтримувався програмою Horizon 2020, в 2023—2026 — програмою Horizon Europe.